# Campionatele europene de gimnastică individuală din 2017
A 7-a ediție a Campionatului european individual de gimnastică artistică masculin și feminin s-a desfășurat în perioada 19-23 aprilie 2017 la Cluj. A fost cea de-a doua ediție găzduită de România, după cea din 1957, desfășurată la Sala Floreasca. 
România a fost aleasă gazda evenimentului din 2017 în detrimentul Danemarcei, care și-a depus candidatura pentru orașul Odense. La concurs au participat 297 de sportivi (178 masculin, 119 feminin) din 37 de țări, care au concurat pentru cele 12  titluri individuale (7 masculin – 5 feminin). Nadia Comăneci a fost numită Ambasador oficial al acestor Campionate Europene.
Campionatul s-a desfășurat la Sala Polivalentă din Cluj, care are o capacitate de 7.700 locuri.
România a obținut un total de 4 medalii: 2 de aur, una de argint și una de bronz.

## Program
| Dată       | Oră           | Eveniment                                                                     |
| ---------- | ------------- | ----------------------------------------------------------------------------- |
| 10 aprilie | 10:00 - 17:00 | GAM Calificări - Subdiviziunile 1, 2                                          |
| 10 aprilie | 17:00         | Ceremonie de Deschidere                                                       |
| 10 aprilie | 18.00 – 21.00 | GAM Calificări - Subdiviziunea 3                                              |
| 20 aprilie | 10:30 – 19:45 | GAF Calificări - Subdiviziunile 1, 2, 3                                       |
| 21 aprilie | 13:00 – 15:45 | GAM Individual compus - Finală                                                |
| 21 aprilie | 17.30 – 19.30 | GAF Individual compus - Finală                                                |
| 22 aprilie | 13:30 – 16:50 | Finale Aparate GAM - Sol, Cal, Inele Finale Aparate GAF - Sărituri, Paralele  |
| 23 aprilie | 13:30 – 16:50 | Finale Aparate GAM - Sărituri, Paralele, Bară Finale Aparate GAF - Bârnă, Sol |

## Medaliați
| Probă             | Aur                          | Argint                    | Bronz                                      |
| Masculin          |                              |                           |                                            |
| Individual compus | Oleh Verneaiev (UKR)         | Artur Dalaloyan (RUS)     | James Hall (GBR)                           |
| Sol               | Marian Drăgulescu (ROU)      | Dmitrii Lankin (RUS)      | Alexander Shatilov (ISR)                   |
| Cal cu mânere     | David Belyavskiy (RUS)       | Krisztián Berki (HUN)     | Harutyun Merdinyan (ARM)                   |
| Inele             | Eleftherios Petrounias (GRE) | Courtney Tulloch (GBR)    | Ihor Radivilov (UKR)                       |
| Sărituri          | Artur Dalaloyan (RUS)        | Marian Drăgulescu (ROU)   | Oleh Verneaiev (UKR)                       |
| Paralele          | Oleh Verneaiev (UKR)         | Lukas Dauser (GER)        | Nikita Nagornyy (RUS)                      |
| Bară fixă         | Pablo Brägger (SUI)          | Oliver Hegi (SUI)         | David Belyavskiy (RUS)                     |
| Feminin           |                              |                           |                                            |
| Individual compus | Ellie Downie (GBR)           | Zsófia Kovács (HUN)       | Mélanie de Jesus dos Santos (FRA)          |
| Sărituri          | Coline Devillard (FRA)       | Ellie Downie (GBR)        | Boglárka Dévai (HUN)                       |
| Paralele inegale  | Nina Derwael (BEL)           | Elena Eremina (RUS)       | Ellie Downie (GBR) · Elisabeth Seitz (GER) |
| Bârnă             | Cătălina Ponor (ROU)         | Eythora Thorsdottir (NED) | Larisa Iordache (ROU)                      |
| Sol               | Angelina Melnikova (RUS)     | Ellie Downie (GBR)        | Eythora Thorsdottir (NED)                  |

## Tabloul medaliilor

### Total
| Loc   | Țară           | Aur | Argint | Bronz | Total |
| ----- | -------------- | --- | ------ | ----- | ----- |
| 1     | Rusia          | 3   | 3      | 2     | 8     |
| 2     | România        | 2   | 1      | 1     | 4     |
| 3     | Ucraina        | 2   | 0      | 2     | 4     |
| 4     | Marea Britanie | 1   | 3      | 2     | 6     |
| 5     | Elveția        | 1   | 1      | 0     | 2     |
| 6     | Franța         | 1   | 0      | 1     | 2     |
| 7     | Belgia         | 1   | 0      | 0     | 1     |
| 7     | Grecia         | 1   | 0      | 0     | 1     |
| 9     | Ungaria        | 0   | 2      | 1     | 3     |
| 10    | Germania       | 0   | 1      | 1     | 2     |
| 10    | Țările de Jos  | 0   | 1      | 1     | 2     |
| 12    | Armenia        | 0   | 0      | 1     | 1     |
| 12    | Israel         | 0   | 0      | 1     | 1     |
| TOTAL | TOTAL          | 12  | 12     | 13    | 37    |